# Museo de Historia Natural de Lille

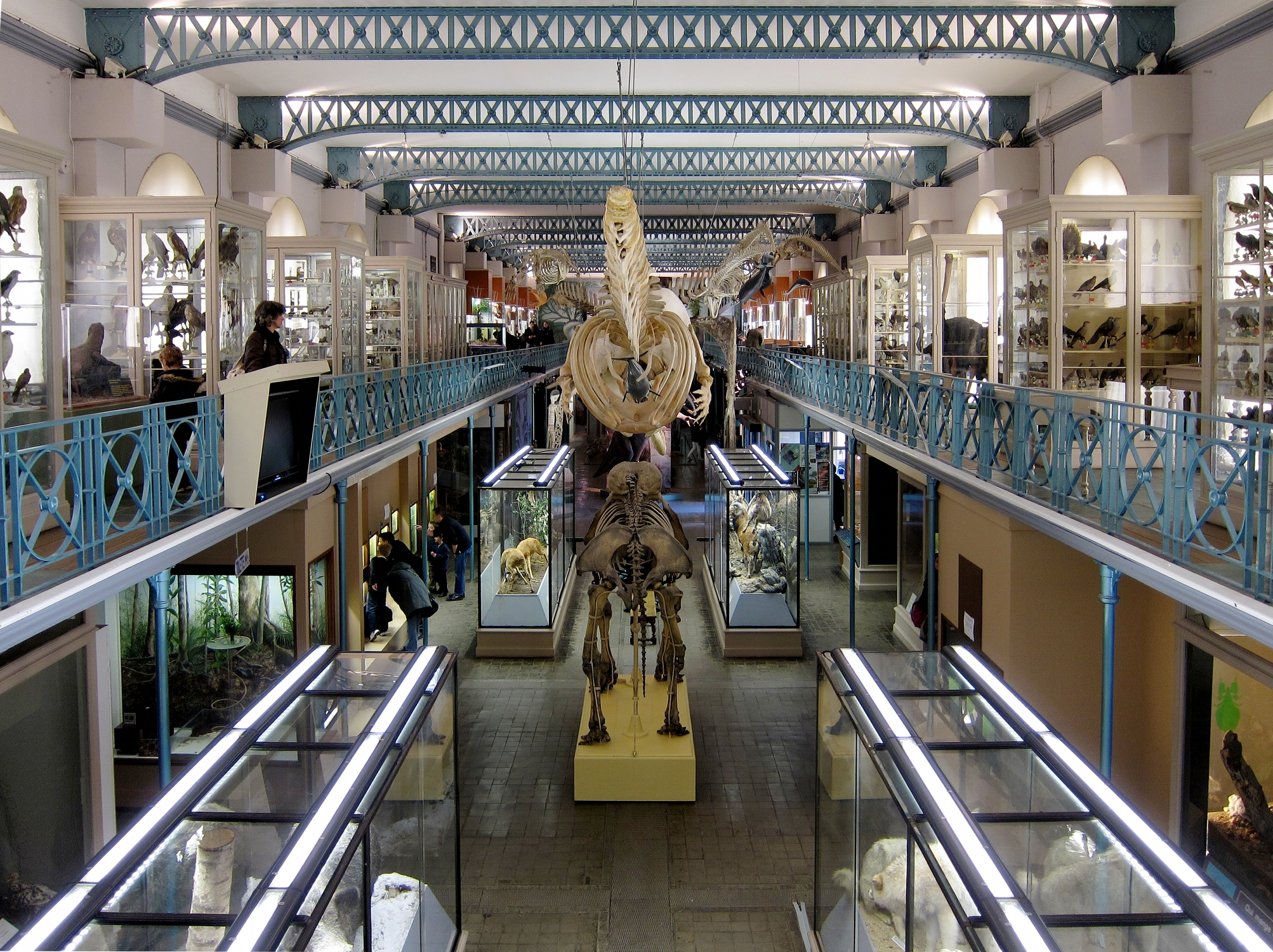
La Galería del Museo.

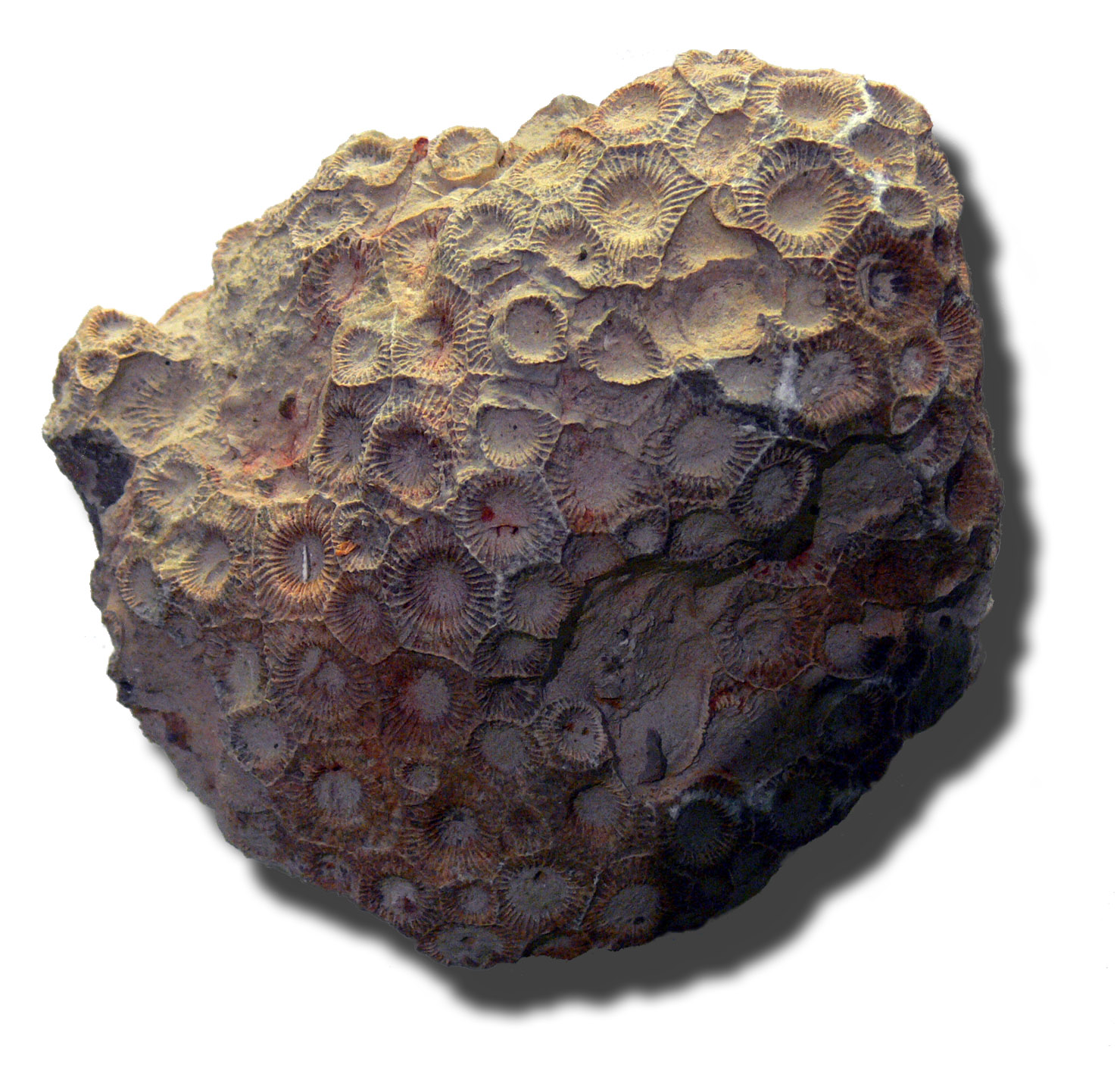
Fósil de coral Hexagonaria mirabilis, de la colección Christian loones.

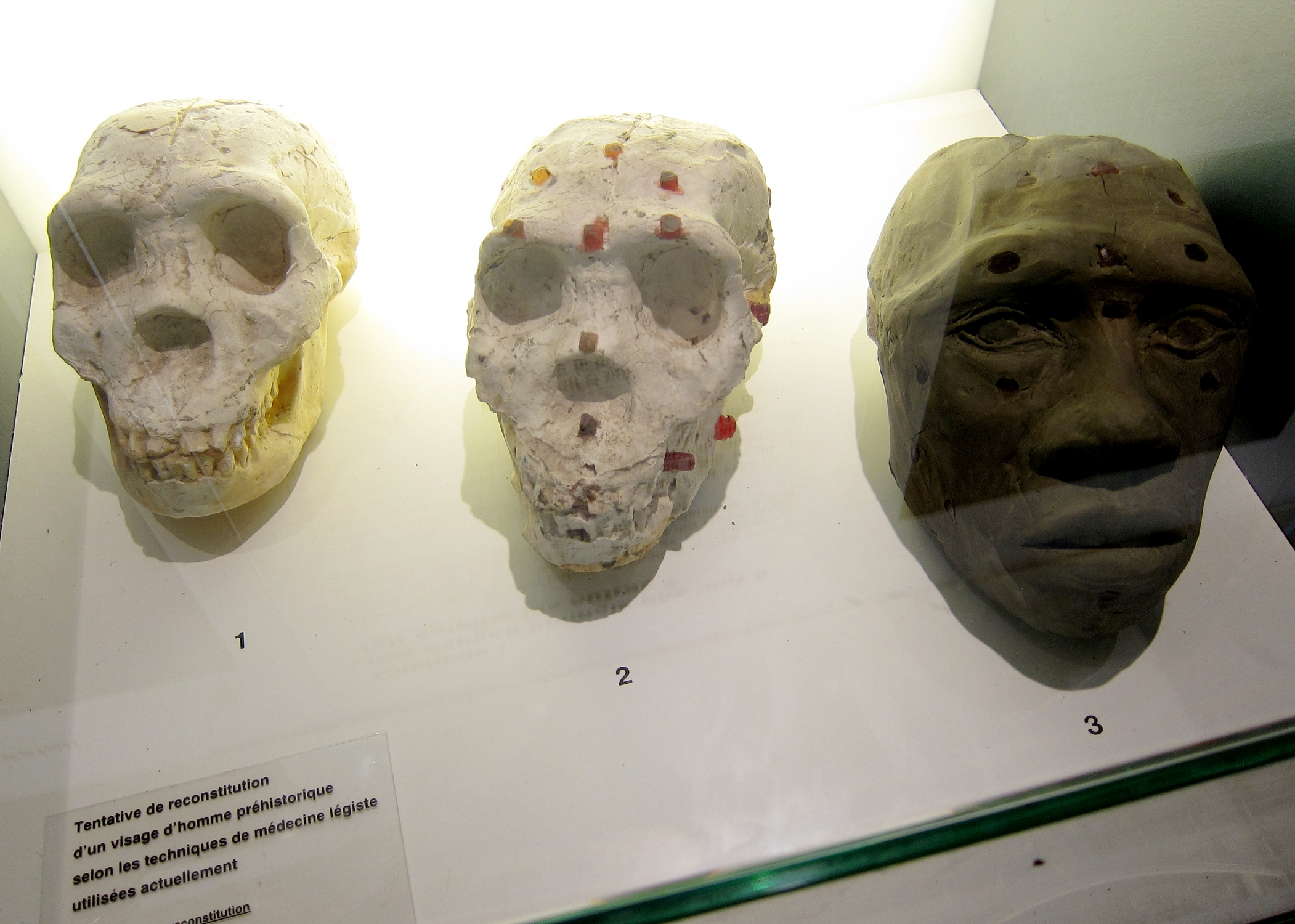
Reproducción del rostro de un hombre prehistórico (antropología).

El Museo de Historia Natural de Lille (del francés: muséum d'histoire naturelle de Lille) es un museo de historia natural francés, situado en la ciudad de Lille, en el departamento del Norte. 
Presenta colecciones zoológicas y geológicas así como muestra etnográficas y objetos industriales.

## Historia
Fundado en 1816 por la Sociedad de las ciencias, la agricultura y las artes de Lille (Société des sciences, de l'agriculture et des arts de Lille), los fondos iniciales fueron donados a la ciudad en 1855 para cubrir las necesidades docentes de la nueva Facultad de Ciencias de Lille. 
El edificio que acoge al día de hoy el museo data de 1900. La sala principal, con galería acristalada, fue construida sobre una estructura arquitectónica metálica del tipo Baltard.
Las colecciones de geología de Gosselet fueron transferidas en 1902, posteriormente se incorporaron las colecciones de carbones de Barrois en 1907. Las colecciones de historia natural fueron instaladas en 1911.
En 1991, las colecciones del Museo Industrial y Comercial Lille, fundado en 1853 por la iniciativa de la Sociedad de las ciencias, las artes y la industria de Lille, fueron transferidas.
Finalmente, en 1992, el museo recibió las colecciones del antiguo museo etnográfico Moillet creado en 1851 tras la donación de más de mil objetos que pertenecieron a Alphonse Moillet (1812-1850). Presentadas en el Palais des Beaux-Arts hasta la Primera Guerra Mundial , estas colecciones se habían conservado en cajas y fueron recuperadas en 1990 con motivo de la renovación del Palacio.
El Museo de Historia Natural de Lille pronto será extendido o transferido con el fin de poder mostrar todas sus colecciones. En particular, un estudio de viabilidad se ha puesto en marcha recientemente, para examinar la posibilidad de instalar parte de la colección en el vecino Colegio Jean Macé, cuyos locales están desocupados desde 2008

## Colecciones
El museo reagrupa cuatro grandes colecciones:
- El museo de Zoología, que comprende 110 000 objetos.
- El museo Geológico y del Carbón, que comprende 200 000 objetos.
- El museo Industrial, Comercial y de las Colonias , que comprende 100 000 elementos. Conservadas en los depósitos, las colecciones industriales y comerciales no están expuestas por falta de espacio, tan sólo se muestran en exposiciones temporales.
- El museo de Etnografía Extra-Europea que comprende 15 000 elementos.

## Galería de imágenes

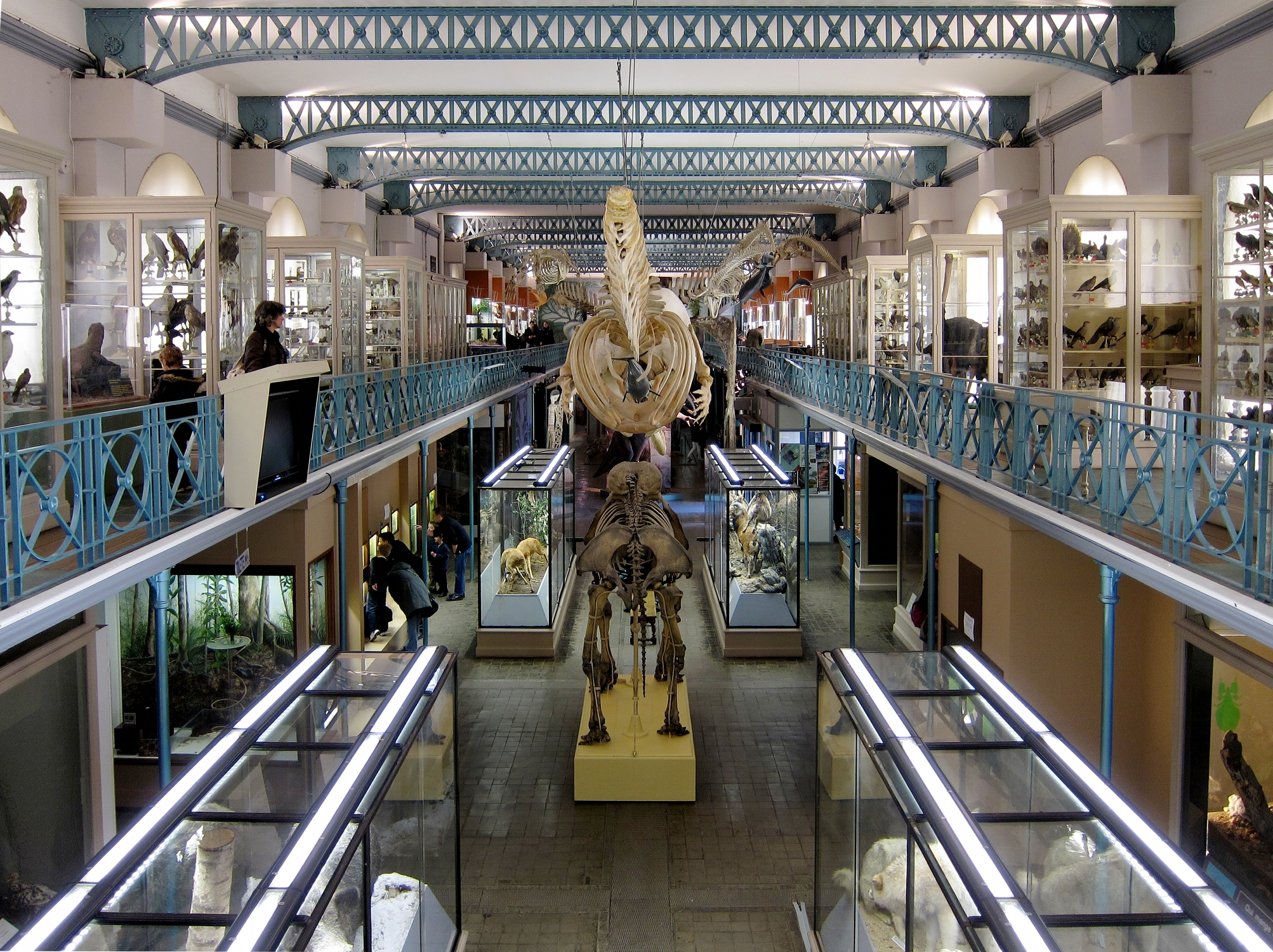
La galerie du musée
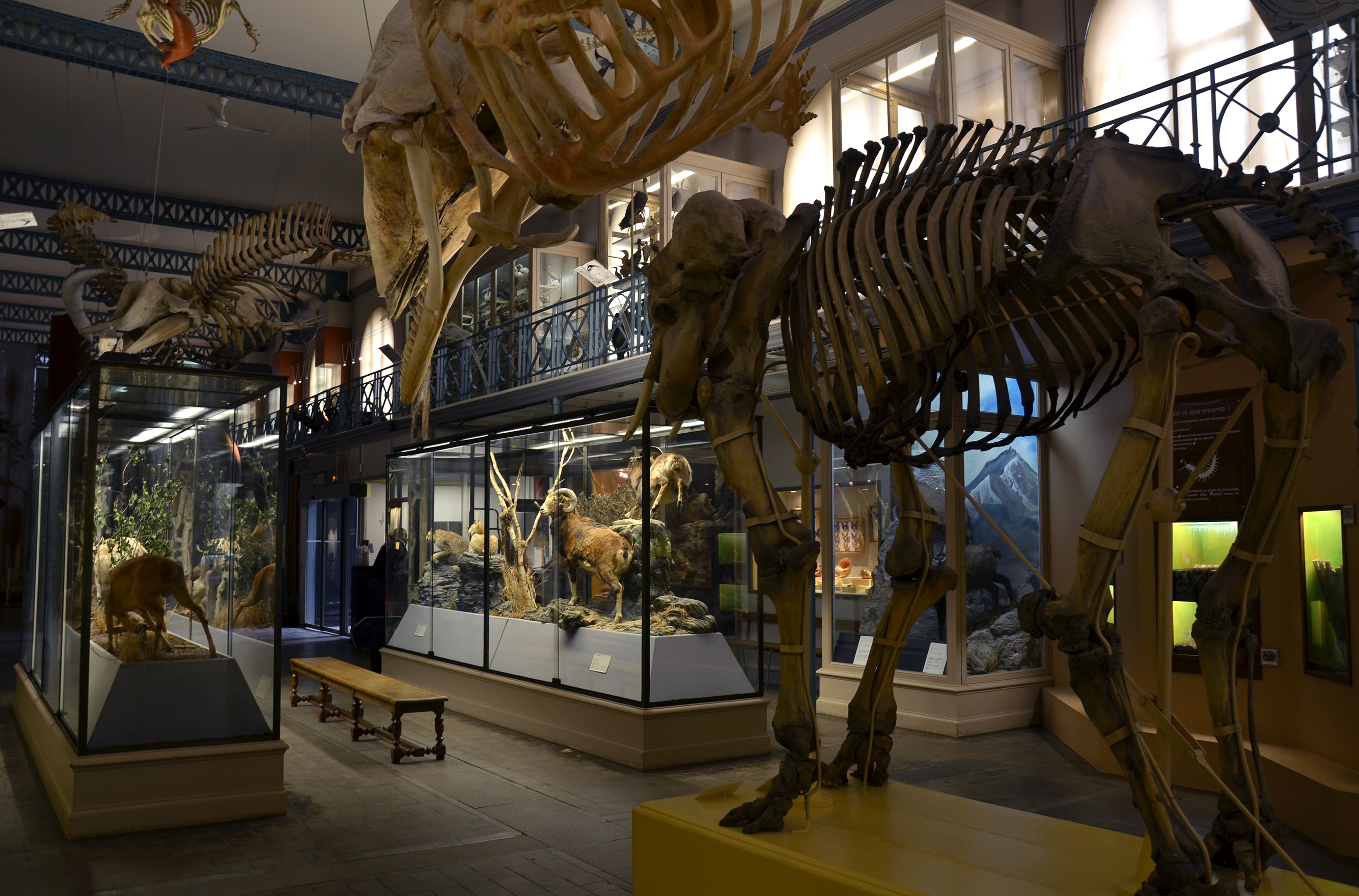
La galerie (bas)
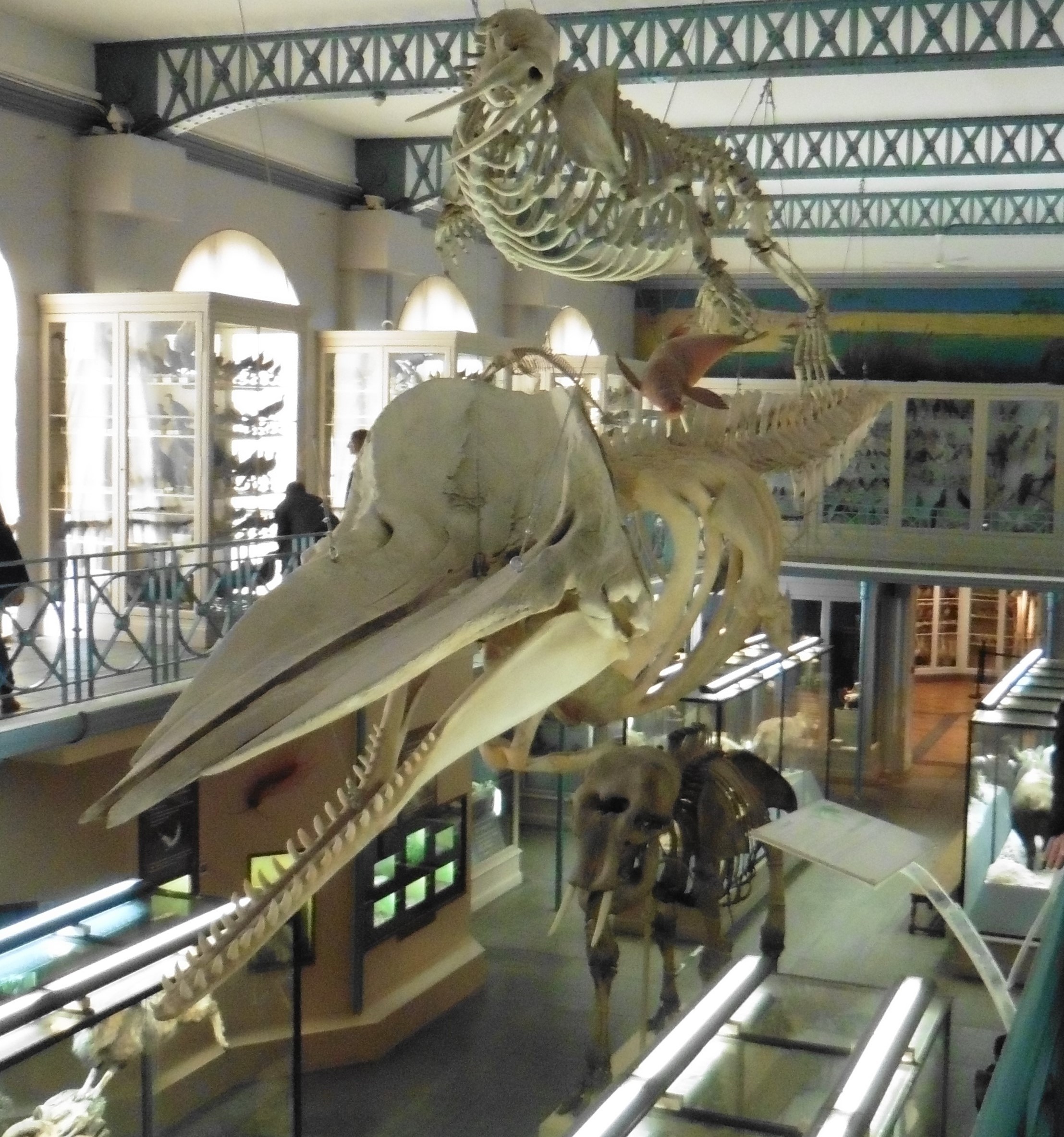
Vue sur la galerie du musée
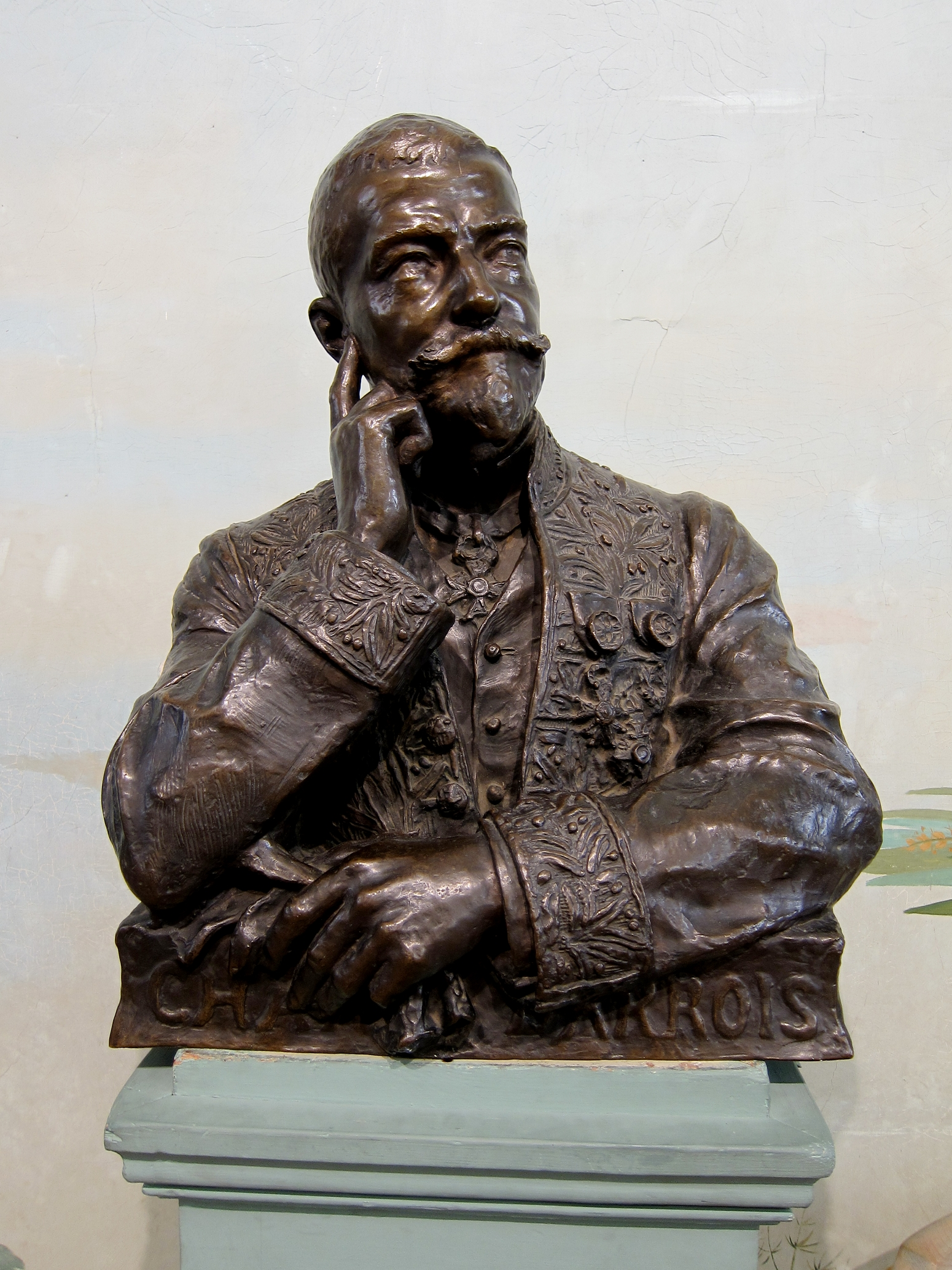
Buste de Charles Barrois
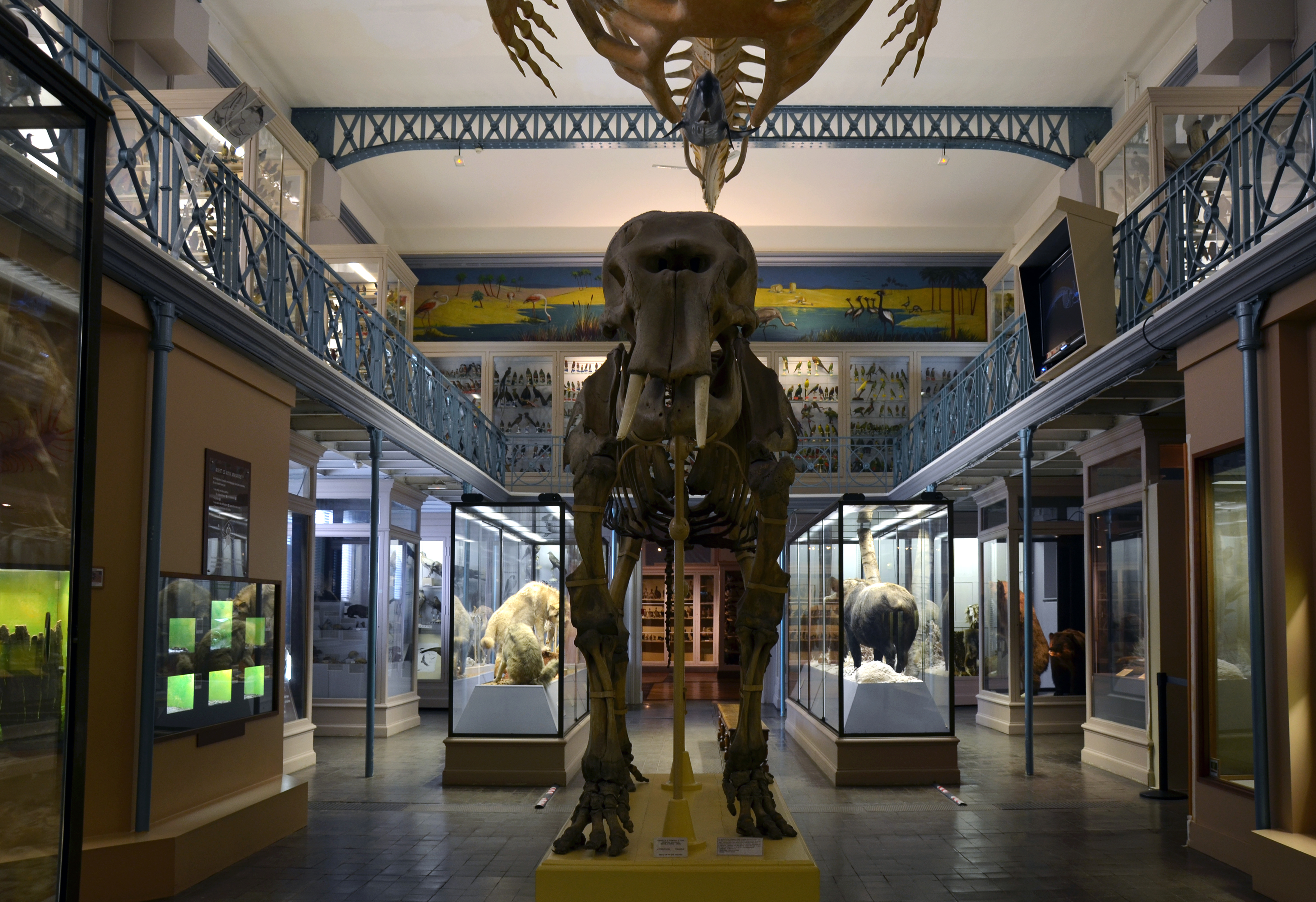
La galerie (bas)

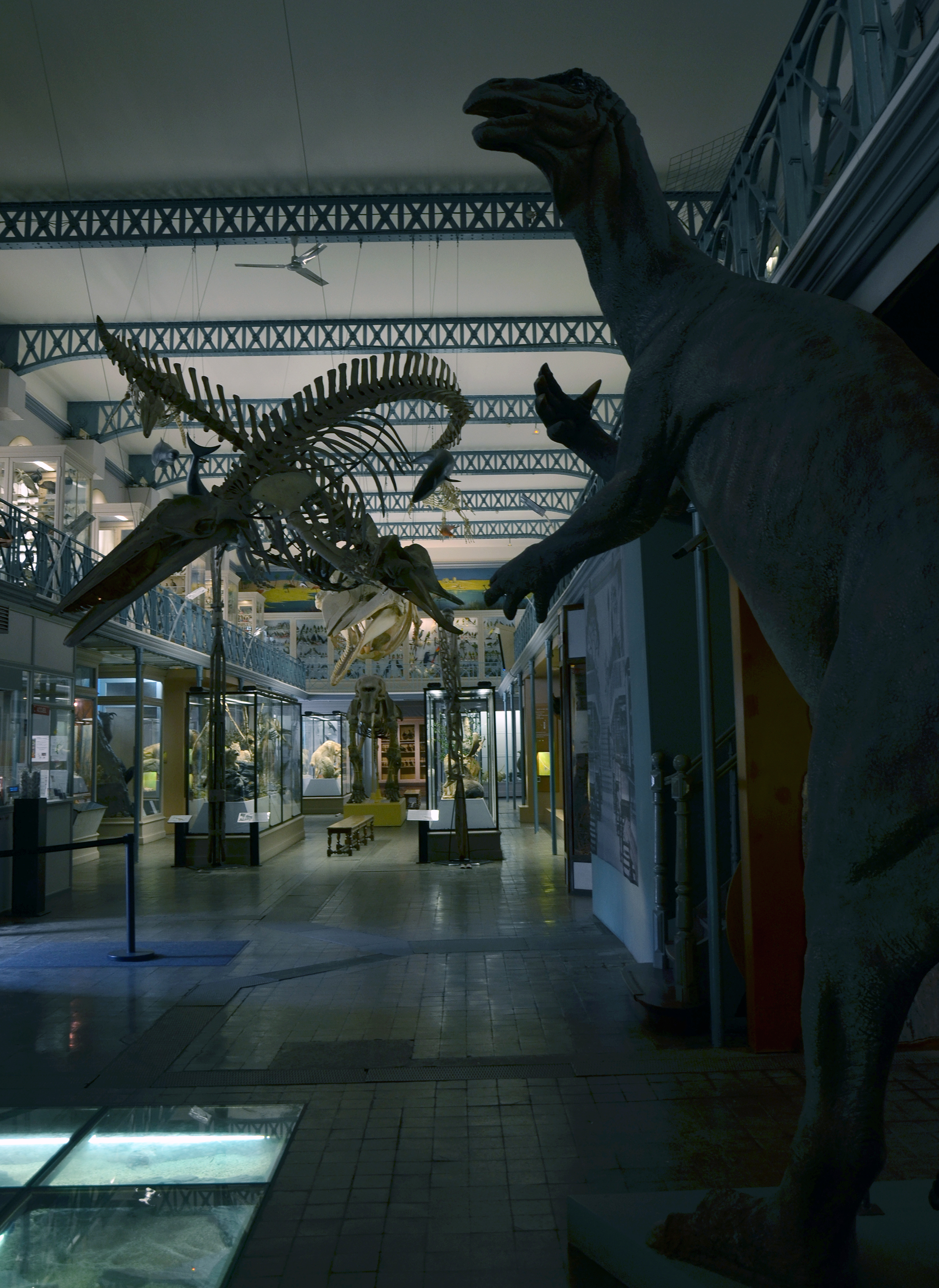
Vue de la galerie
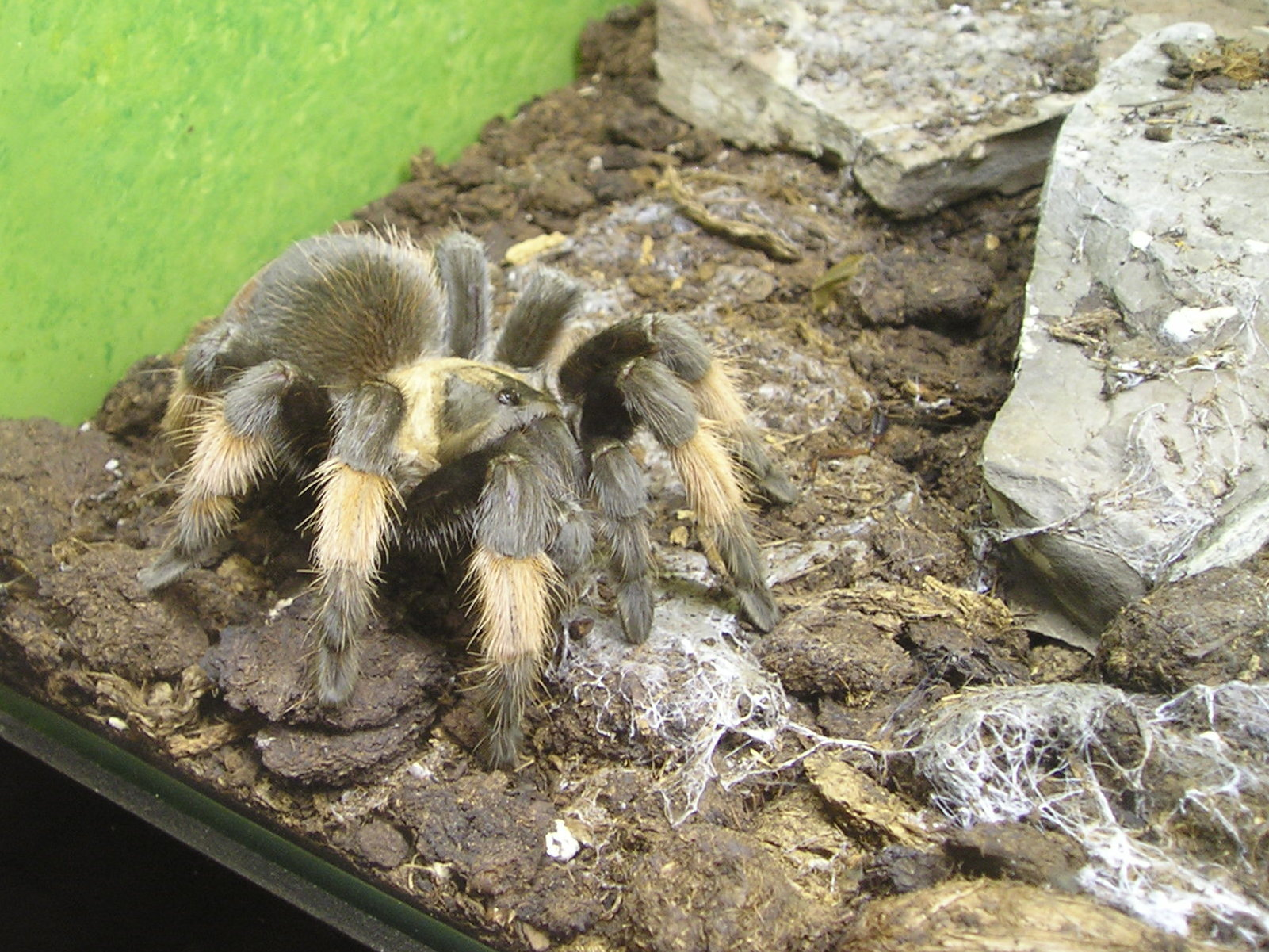
Brachypelma emilia
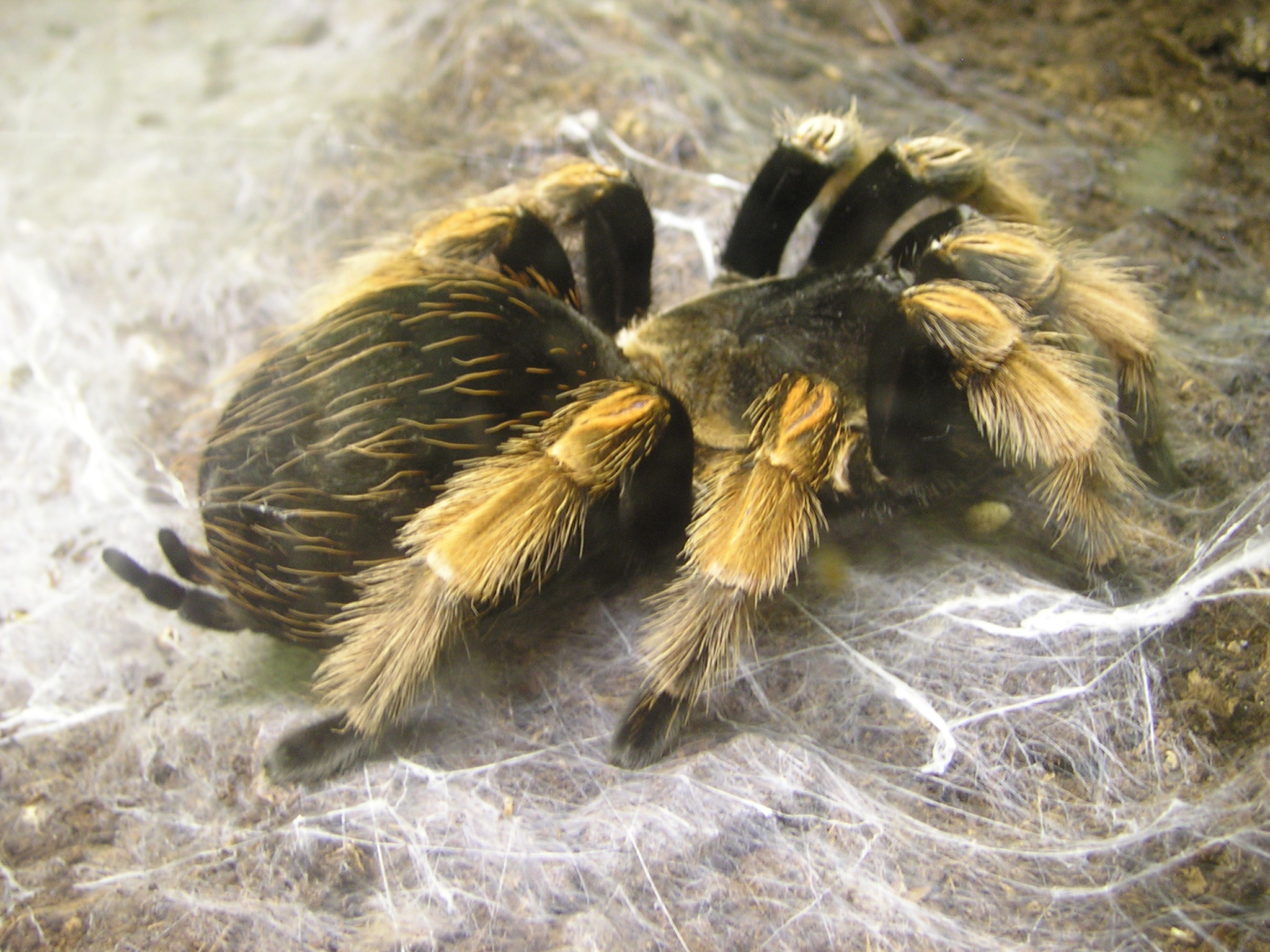
Brachypelma klaasi
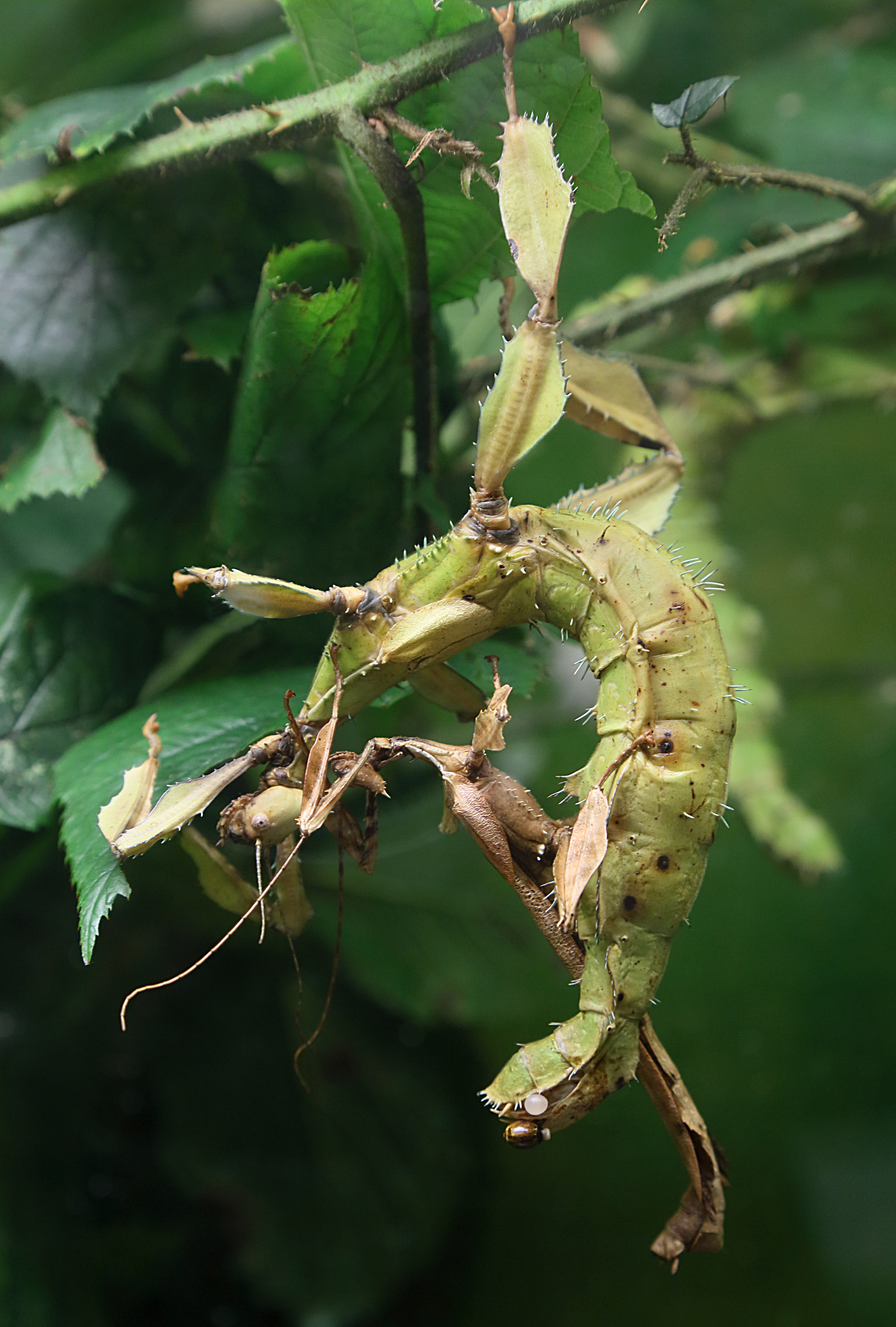
Extatosoma tiaratum
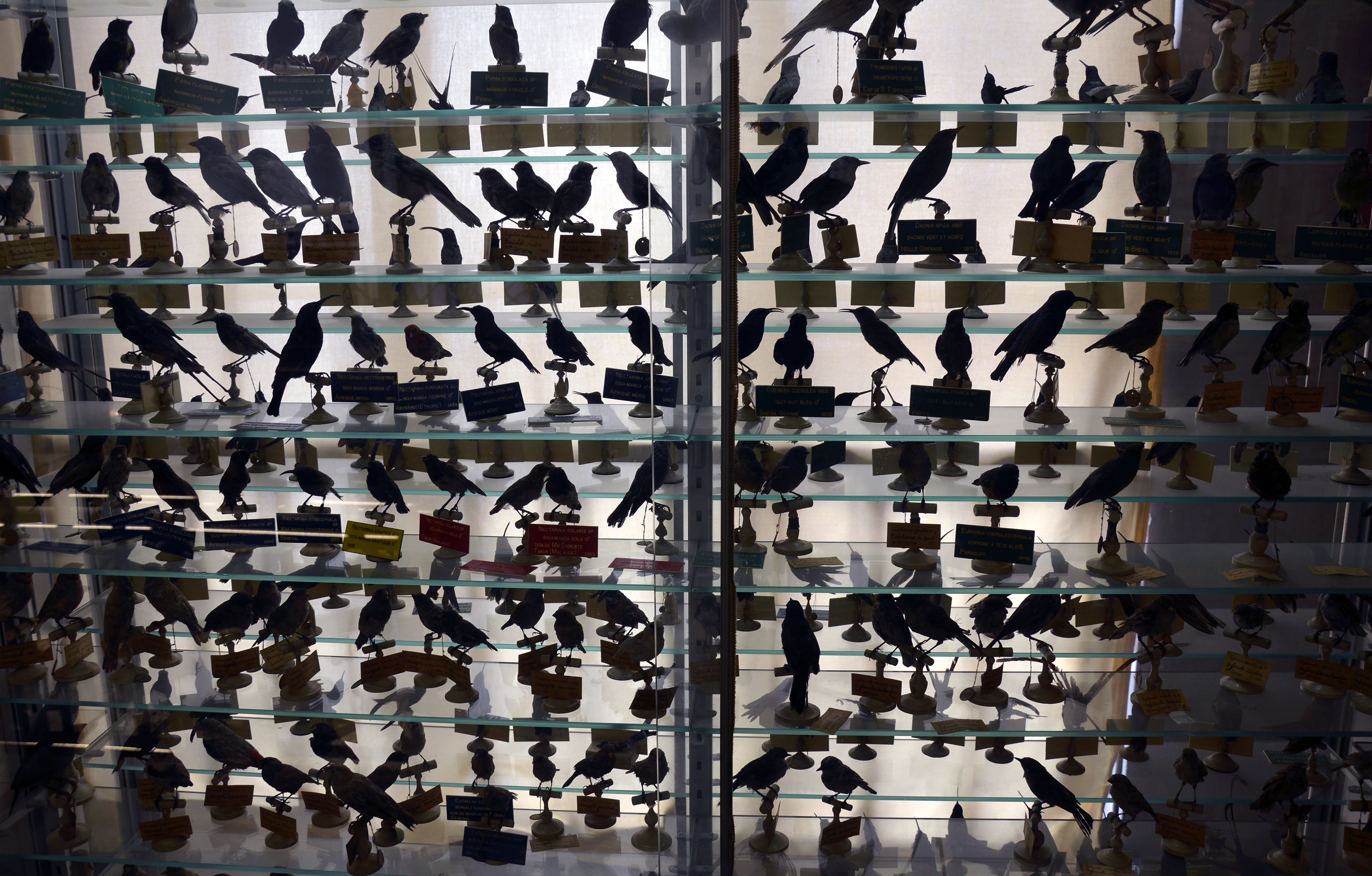
Une partie de la collection d'oiseaux naturalisés

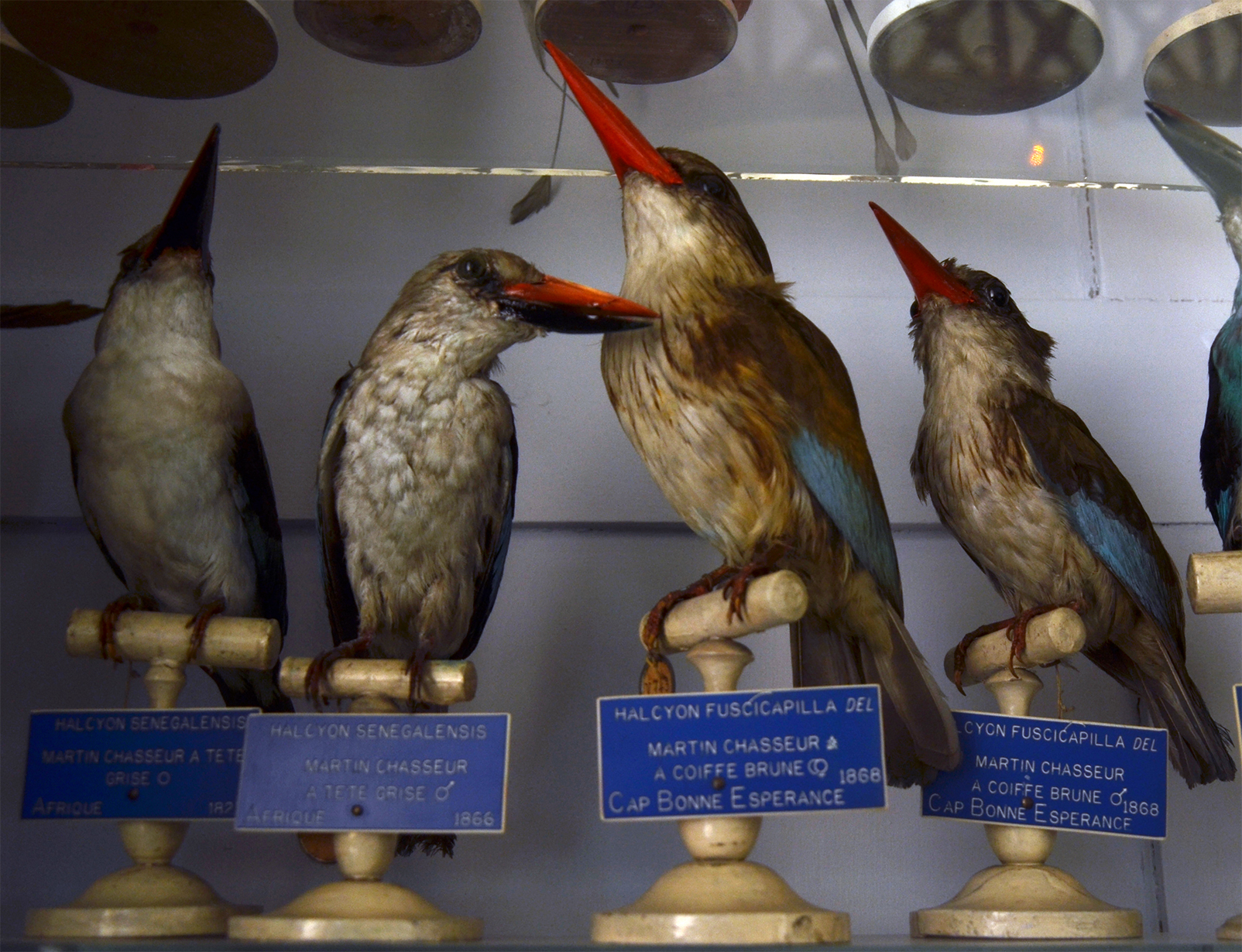
Oiseaux naturalisés
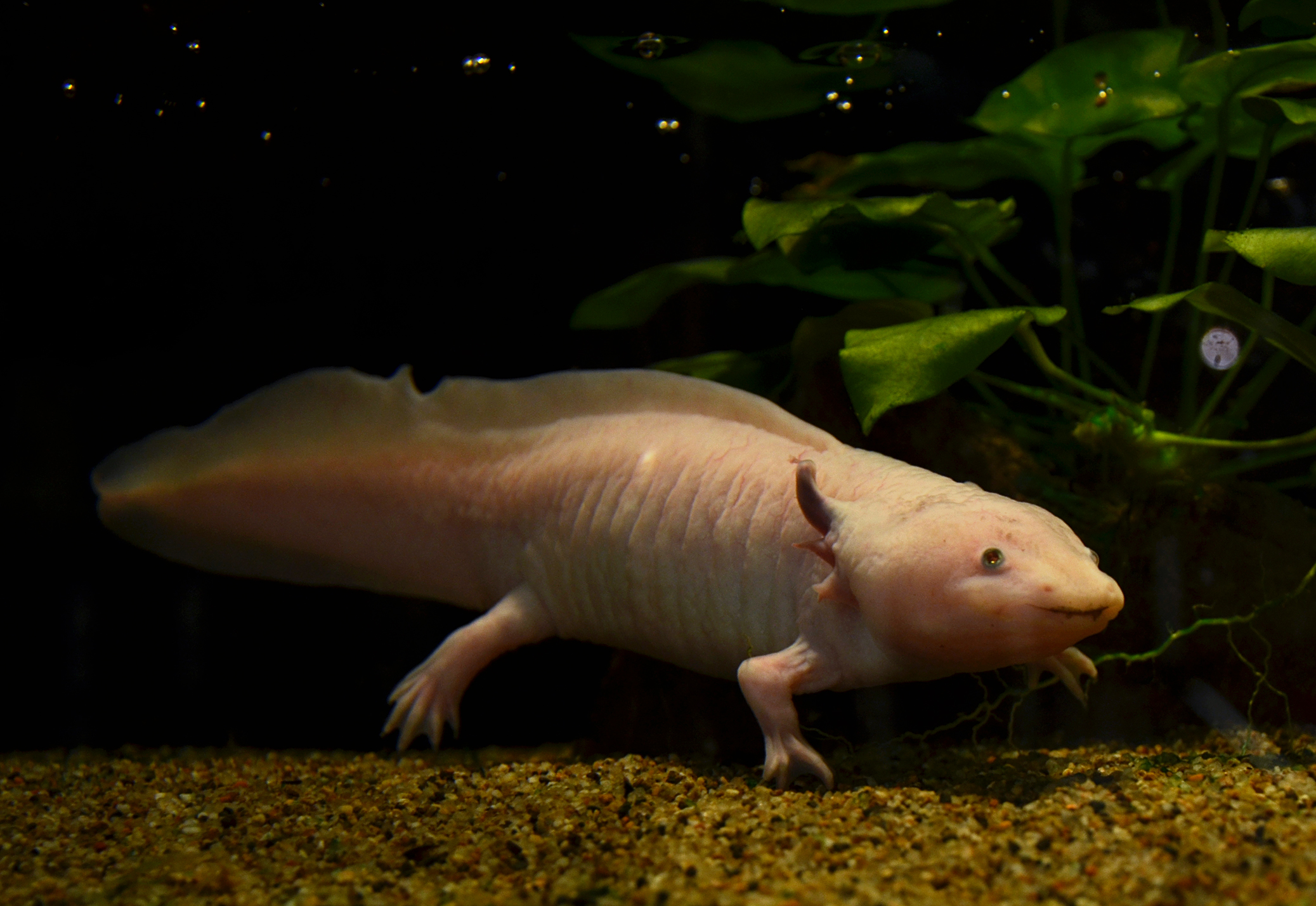
Axolotl (Ambystoma mexicanum)
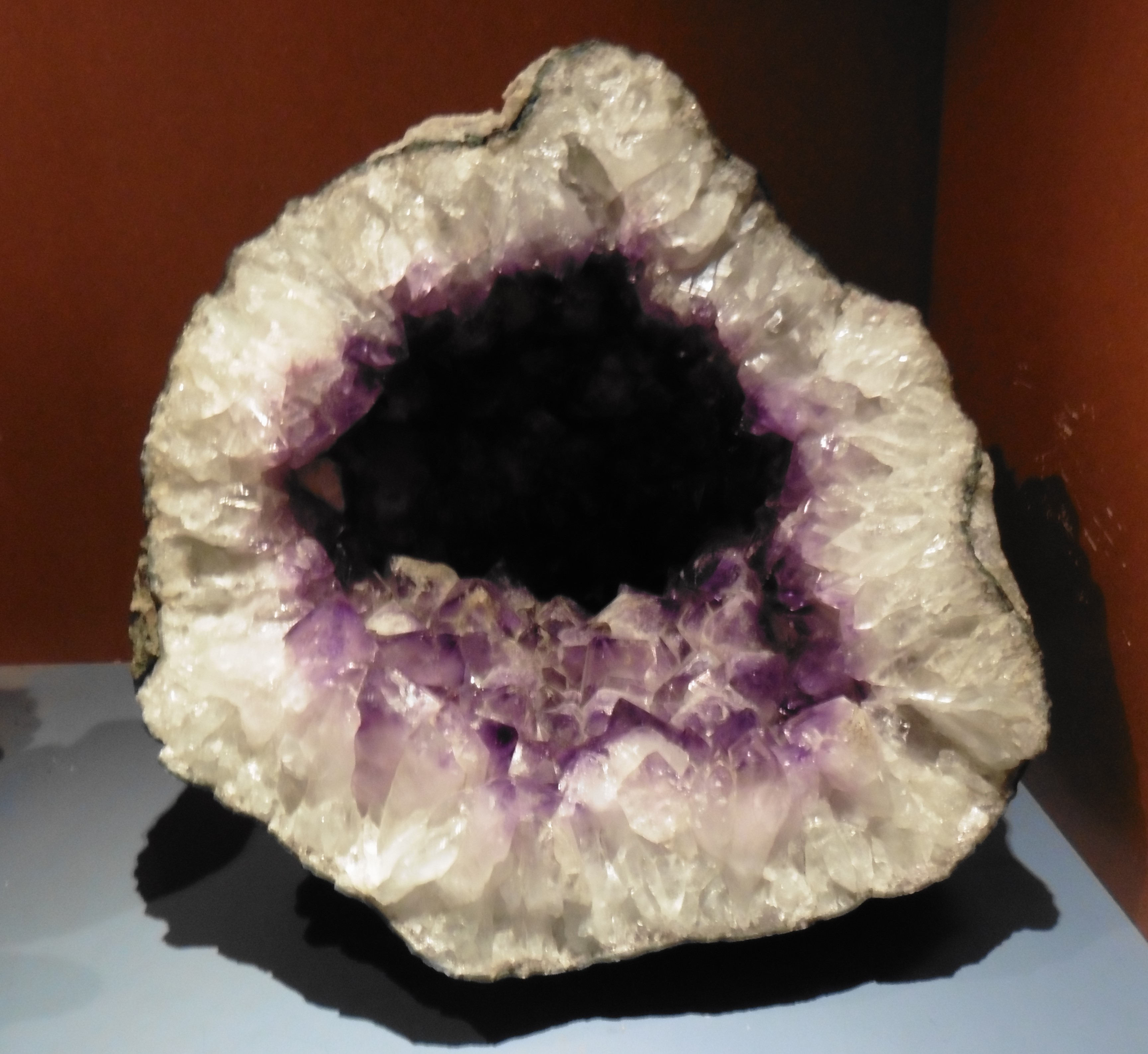
Améthyste